# Lukáš Hrádecký
Lukáš Hrádecký (* 24. November 1989 in Bratislava, Tschechoslowakei, heute Slowakei) ist ein finnischer Fußballtorwart slowakischer Herkunft. Der finnische Nationalspieler steht seit der Saison 2025/26 beim französischen Erstligisten AS Monaco unter Vertrag. 

## Karriere

### Verein
Hrádecký begann 1996 mit sieben Jahren mit dem Fußballspielen in Turku beim ortsansässigen Turun Palloseura auf der Position des Stürmers; später wechselte er die Position und spielte als Torhüter. Dort begann er 2006 auch seine Profikarriere, wurde aber in keiner Ligabegegnung des Profiteams eingesetzt und verbrachte zudem eine Saison beim unterklassigen Stadtrivalen Åbo IFK, bei dem er elf Ligaeinsätze bestritt.
In der Winterpause der Saison 2008/09 wechselte er zum dänischen Erstligisten Esbjerg fB. In der Rückrunde kam er in keinem Spiel zum Einsatz. Am 26. Juli 2009 (2. Spieltag) gab er beim 3:1-Sieg gegen Brøndby IF mit seiner Einwechslung in der sechsten Minute der Nachspielzeit für den verletzten Lars Winde sein Debüt für Esbjerg fB. In dieser Spielzeit blieb er Ersatztorhüter und kam zu fünf Einsätzen. In der Folgespielzeit bestritt Hrádecký 13 Punkt- und zwei Pokalspiele. Am Ende der Spielzeit stieg er mit Esbjerg fB aus der Superliga ab. In der Zweitliga-Spielzeit 2011/12 avancierte er zum Stammtorhüter und absolvierte 25 Punktspiele; ihm gelang mit der Mannschaft in dieser Spielzeit der direkte Wiederaufstieg. Danach bestritt Hrádecký in der Spielzeit 2012/13 alle 33 Ligaspiele im dänischen Oberhaus.
Er wechselte zur Spielzeit 2013/14 zum Ligakonkurrenten Brøndby IF. Seinen Einstand absolvierte er am 21. Juli 2013 beim 1:1 am ersten Spieltag im Spiel gegen den FC Vestsjælland. Hrádecký kam in allen 33 Punktspielen zum Einsatz und qualifizierte sich mit Brøndby IF am Ende der Spielzeit als Tabellenvierter für die Qualifikation zur UEFA Europa League.
Zur Saison 2015/16 wechselte Hrádecký zum deutschen Bundesligisten Eintracht Frankfurt, bei dem er einen bis zum 30. Juni 2018 gültigen Vertrag unterzeichnete. Sein Bundesligadebüt für Eintracht Frankfurt gab er am 16. August 2015 bei der 1:2-Niederlage im Auswärtsspiel gegen den VfL Wolfsburg. Er bestritt alle 34 Begegnungen in der Bundesliga und beide Relegationsspiele. Auch in den Spielzeiten 2016/17 und 2017/18 war er Stammtorhüter. Im Mai 2018 gewann Hrádecký mit der Eintracht nach einem 3:1-Finalsieg gegen den FC Bayern München den DFB-Pokal.
Zur Saison 2018/19 wechselte Hrádecký ablösefrei zum Ligakonkurrenten Bayer 04 Leverkusen, bei dem er einen Vertrag bis 2023 unterschrieb. Hrádecký ist seit dem Saisonstart 2021/22 Kapitän der Leverkusener Mannschaft. Der kurz zuvor eingestellte Cheftrainer Gerardo Seoane ernannte ihn zum Nachfolger des Chilenen Charles Aránguiz, der das Amt erst im Jahr zuvor übernommen hatte und im Verein verblieb.
Im August 2025 wechselte Hrádecký zur AS Monaco, wo er einen Vertrag bis 30. Juni 2027 unterschrieb.

### Nationalmannschaft
Hrádecký gab sein Debüt für die A-Nationalmannschaft am 21. Mai 2010, als er im Test-Länderspiel gegen die Auswahl Estlands zur zweiten Halbzeit für Jukka Lehtovaara eingewechselt wurde. Zuvor war er für alle Nachwuchsnationalmannschaften zum Einsatz gekommen.
Für die Europameisterschaft 2021, für die sich Finnland erstmals qualifizieren konnte, wurde er in den finnischen Kader berufen. Nach einem Auftaktsieg gegen Dänemark, der von dem Zusammenbruch des Dänen Christian Eriksen überschattet wurde, verloren die Finnen gegen Russland und Belgien und schieden als zweitschlechtester Gruppendritter aus.

## Titel und Auszeichnungen
Dänemark
- Pokalsieger: 2013 (Esbjerg fB)

Deutschland
- Meister: 2024 (Bayer 04 Leverkusen)
- Pokalsieger (2): 2018 (Eintracht Frankfurt), 2024 (Bayer 04 Leverkusen)
- Supercupsieger: 2024 (Bayer 04 Leverkusen)

Auszeichnungen
- Finnlands Sportler des Jahres: 2020
- Fußballer des Jahres in Finnland
  - der Sportjournalisten (5): 2016–2018, 2020, 2021
  - des Fußballverbandes (4): 2016–2018, 2021
- Die weiße Weste für die Saison 2023/24 (15 Spiele ohne Gegentor)

## Persönliches
Hrádecký kam im November 1989 in Bratislava in der Tschechoslowakei als Sohn eines Ingenieur-Ehepaars zur Welt. Die Familie wanderte nach Finnland aus, als sein Vater zu einem finnischen Volleyballklub wechselte und Lukáš ein Jahr alt war; die Familie ließ sich in Turku nieder.
Hrádecký spricht neben Finnisch, Slowakisch, Englisch und Dänisch auch fließend Deutsch.
Sein jüngerer Bruder Tomáš (* 1992) ist ebenfalls Fußballspieler und in Tschechien aktiv, sein jüngster Bruder Matej (* 1995) spielt wie Lukáš in der finnischen Nationalmannschaft.
Hrádecký ist seit 2021 mit dem Model Esther Heesch zusammen. Das Paar, das in Düsseldorf lebt, hat seit Januar 2024 eine Tochter.